# 프란티셰크 라이토랄
프란티셰크 라이토랄(체코어: František Rajtoral, 1986년 3월 12일, 중앙보헤미아 주 프르지브람 ~ 2017년 4월 23일경, 가지안테프 주 가지안테프)은 체코의 전 프로 축구 선수로, 우측 미드필더나 우측 수비수로 활약했다. 그는 빅토리아 플젠에서 활약한 것으로 잘 알려져 있다. 그는 체코 국가대표팀에서 활약하기도 했다.
그는 2010년에 빅토리아 플젠 소속으로 포하르 FACR 우승을 거두었다. 또한, 그는 1. 체스카 포트발로바 리가를 2번, 체스키 수페르포하르를 1번 더 우승했다.
2012년 2월 29일, 라이토랄은 1-1로 비긴 아일랜드와의 친선경기에서 처음으로 성인 국가대표팀 경기에 출전했다.
라이토랄은 마크 스미스 기자로부터 "체코의 손꼽히는 우측 미드필더"로 평가되기도 했다.

## 클럽 경력

### 초기 경력
라이토랄은 프르지브람에서 1년 활약하다가 2005년에 바니크 오스트라바와 3년 계약을 맺고 이적했다. 그는 오스트라바에서 활약하며 2005-06 시즌 UEFA컵 경기에도 출전해 유럽대항전 신고식도 치렀다.

### 빅토리아 플젠
2009년, 그는 오스트라바에서 빅토리아 플젠으로 이적했는데, 구단간 이적 협상에서 스트라이커 아담 바라디가 반대로 오스트라바 선수가 되었다.
라이토랄은 스파르타 프라하를 상대로 체스키 수페르포하르 2010년 출범 후 첫 경기를 치렀고, 그를 포함해 2명이 퇴장당한 경기에서 소속 구단이 패했다. 그는 2010-11 시즌 1호골을 믈라다 볼레슬라프와의 2010년 10월 경기에서 터뜨렸지만, 3-4 패배를 막기에는 역부족이었다.
라이토랄은 2011년 체스키 수페르포하르 후반전 경기에 출전했는데, 플젠은 믈라다 볼레슬라프와의 경기를 승부차기 끝에 이겼다. 그는 마리안 치쇼프스키와 46분에 교체되었고, 경기 결과는 1-1이었다.

### 하노버 96
2014년 1월, 라이토랄은 시즌 말까지 독일 분데스리가의 하노버 96으로 임대되었고, 활약상에 따라 완전 이적도 가능케 되었다. 새 시즌을 앞두고 하노버 96이 완전 이적하지 않도록 결정하면서, 라이토랄은 새 시즌을 앞두고 플젠으로 복귀했다.

### 가지안테프스포르와 최후
2016년 8월, 라이토랄은 가지안테프스포르로 이적했다. 2017년 4월 23일, 그는 소속 구단 훈련에 나오지 않았는데, 튀르키예 가지안테프의 자택에서 숨진 채 발견되었다. 그의 이웃들이 지역 당국에 연락하여 그의 아파트 내 자택 문이 잠겨 있고, 응답이 없었기에 신고했다. 인근 당국의 조사 결과에 따르면, 라이토랄은 교수되어 스스로 극단적인 선택을 한 것으로 밝혀졌다.

## 국가대표팀 경력
라이토랄은 2007년 유럽 U-21 선수권 대회에 참가했다. 그는 자국이 참가한 3번의 경기에 모두 출전했다.
2012년 2월 29일, 그는 1-1로 비긴 아일랜드와의 친선경기에서 성인 국가대표팀 신고식을 치렀다. 2012년 5월, 그는 유로 2012를 앞두고 자국의 23인 최종 명단에 자신의 이름을 올렸다.

## 사생활
라이토랄은 프르지브람 출신으로, 그는 마릴라 프르지브람에서 1. 체스카 포트발로바 리가에 최적화된 선수로 거듭났다. 2008년, 그는 만성피로증후군으로 진단되어 몇 달 동안 치료를 받았다. 그의 지병은 2014년에 재발했다.
2017년 4월 24일, 그는 가지안테프스포르 훈련에 불참했다. 한편, 일요일에 극단적인 선택을 라이토랄의 시신을 경찰이 발견했다. 오랜 기간 동행한 이성친구와 2016년에 절교하고 2017년 2월에 죽마고우였던 다니엘 콜라르시와 결별한 것이 정신적으로 상황을 악화시킨 것으로 추정되었다. 공교롭게도, 1달도 되지 않아 그의 극단적인 선택 이후 전 동료이자 빅토리아 플젠에서 같이 수비를 담당하던 다비트 비스트론도 비슷하게 극단적인 선택으로 명을 달리했다.

## 경력 통계
| 구단              | 시즌      | 리그                      | 리그 | 리그 | 컵   | 컵 | 대륙 | 대륙 | 합계 | 합계 |
| 구단              | 시즌      | 리그명                    | 출장 | 골   | 출장 | 골 | 출장 | 골   | 출장 | 골   |
| ----------------- | --------- | ------------------------- | ---- | ---- | ---- | -- | ---- | ---- | ---- | ---- |
| 마릴라 프르지브람 | 2004–05   | 1. 체스카 포트발로바 리가 | 15   | 1    | 0    | 0  | 0    | 0    | 15   | 1    |
| 바니크 오스트라바 | 2005–06   | 1. 체스카 포트발로바 리가 | 26   | 0    | 0    | 0  | 0    | 0    | 26   | 0    |
| 바니크 오스트라바 | 2006–07   | 1. 체스카 포트발로바 리가 | 26   | 8    | 0    | 0  | 0    | 0    | 26   | 8    |
| 바니크 오스트라바 | 2007–08   | 1. 체스카 포트발로바 리가 | 25   | 3    | 0    | 0  | 0    | 0    | 25   | 3    |
| 바니크 오스트라바 | 2008–09   | 1. 체스카 포트발로바 리가 | 23   | 1    | 0    | 0  | 0    | 0    | 23   | 1    |
| 바니크 오스트라바 | 합계      | 합계                      | 100  | 12   | 0    | 0  | 0    | 0    | 100  | 12   |
| 빅토리아 플젠     | 2009–10   | 1. 체스카 포트발로바 리가 | 27   | 3    | 5    | 0  | 0    | 0    | 32   | 3    |
| 빅토리아 플젠     | 2010–11   | 1. 체스카 포트발로바 리가 | 27   | 3    | 5    | 0  | 2    | 0    | 34   | 3    |
| 빅토리아 플젠     | 2011–12   | 1. 체스카 포트발로바 리가 | 29   | 2    | 2    | 0  | 14   | 1    | 45   | 3    |
| 빅토리아 플젠     | 2012–13   | 1. 체스카 포트발로바 리가 | 28   | 3    | 2    | 0  | 16   | 3    | 46   | 6    |
| 빅토리아 플젠     | 2013–14   | 1. 체스카 포트발로바 리가 | 16   | 3    | 1    | 0  | 12   | 2    | 29   | 5    |
| 빅토리아 플젠     | 합계      | 합계                      | 127  | 14   | 15   | 0  | 44   | 6    | 186  | 20   |
| 하노버 96         | 2013–14   | 분데스리가                | 7    | 0    | 0    | 0  | 0    | 0    | 7    | 0    |
| 빅토리아 플젠     | 2014–15   | 1. 체스카 포트발로바 리가 | 16   | 4    | 4    | 1  | 0    | 0    | 20   | 4    |
| 빅토리아 플젠     | 2015–16   | 1. 체스카 포트발로바 리가 | 22   | 1    | 7    | 0  | 9    | 0    | 38   | 1    |
| 빅토리아 플젠     | 2016–17   | 1. 체스카 포트발로바 리가 | 3    | 0    | 0    | 0  | 0    | 0    | 3    | 0    |
| 빅토리아 플젠     | 합계      | 합계                      | 41   | 5    | 11   | 1  | 9    | 0    | 61   | 6    |
| 가지안테프스포르  | 2016–17   | 쉬페르리그                | 12   | 0    | 7    | 0  | 0    | 0    | 19   | 0    |
| 경력 합계         | 경력 합계 | 경력 합계                 | 302  | 32   | 33   | 1  | 53   | 6    | 388  | 39   |

## 수상
빅토리아 플젠
- 포하르 FACR: 2010[15]
- 1. 체스카 포트발로바 리가: 2010–11, 2012–13, 2014–15,  2015–16[15]
- 체스키 수페르포하르: 2011, 2015[15]